# Raionul Jmerînka, Vinița
Jmerînka (în ucraineană Жмеринський район, transliterat: Jmerînskîi raion) este un raion în regiunea Vinița, Ucraina. Are reședința la Jmerînka.
Are o suprafață de 3.150,6 km². Populația este de 158.913 locuitori, determinată în 1 ianuarie 2022, prin bilanț demografic[*].